# Bauernstraße 11

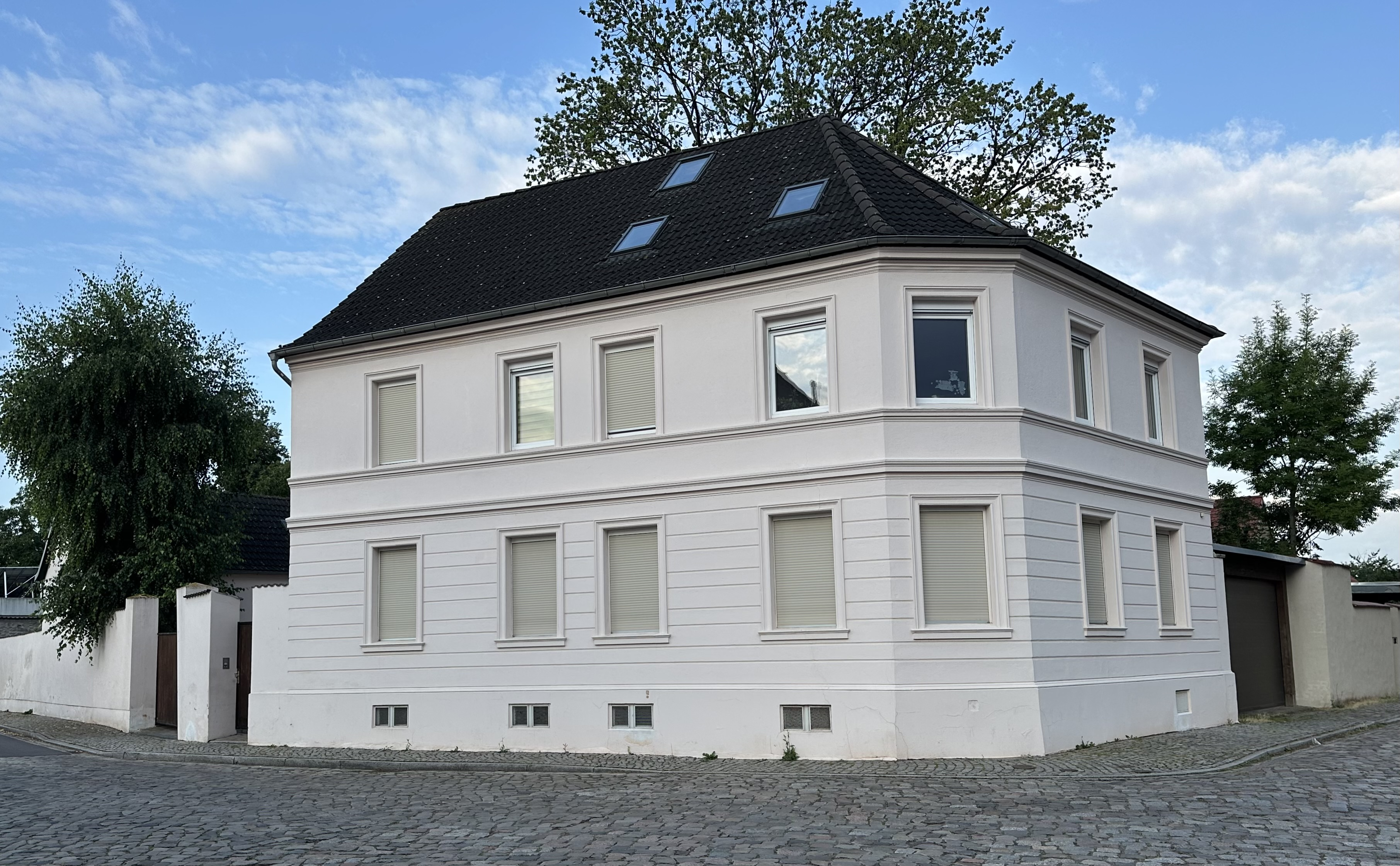
Wohnhaus Bauernstraße 11 im Jahr 2025

Bauernstraße 11 ist ein denkmalgeschütztes Wohnhaus im Magdeburger Stadtteil Alt Olvenstedt in Sachsen-Anhalt.

## Lage
Das Wohnhaus befindet sich im Ortszentrum Alt Olvenstedts, am nördlichen Ende der Bauernstraße in einer das Straßenbild prägenden Ecklage auf deren Westseite. Nördlich des Hauses verläuft die Dorfstraße.

## Architektur und Geschichte
Das schlichte zweigeschossige Wohnhaus entstand in der Zeit zwischen 1850 und 1870. Die Gebäudeecke des verputzten Baus ist durch eine polygonale Gestaltung besonders hervorgehoben. Die Fassade ist im Stil des Spätklassizismus mit feinen Gesimsen und Putzquaderung gegliedert.
Im Denkmalverzeichnis des Landes Sachsen-Anhalt ist das Wohnhaus unter der Erfassungsnummer 094 81885 als Baudenkmal verzeichnet. Das Gebäude gilt als Beispiel der dörflichen Bebauung Olvenstedts in der Mitte des 19. Jahrhunderts.